# Revolta de Cumã

Imagem ilustrativa de Família Tupinambá

A Revolta de Cumã foi um motim indígena de etnia Tupinambá que durou, aproximadamente, de 1617 a 1621. Aconteceu na região correspondente ao Estado do Grão-Pará e Maranhão por conta de uma suposta intenção dos Capitães-mor do referido estado escravizarem todos os indígenas do local.

## História
Outras nações europeias já faziam negócios com os indígenas da região, então os portugueses, em busca de total dominância das terras, se aliaram a algumas tribos indígenas para que, contando com a força nativa, pudessem expulsar essa concorrência. 
Em um primeiro momento os indígenas não se incomodavam com a troca de estrangeiros no local, mas, eventualmente, com o contato direto com esses “novos europeus” essa percepção parece ter mudado.

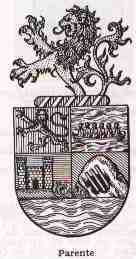
Brasão da Família Parente

Em Cumã, região próxima a São Luís (MA), inicia-se uma sanguinária revolta após um líder Tupinambá chamado Amaro ler uma carta em voz alta para outros de sua comunidade onde, supostamente, o  Capitão-Mor do Grão-Pará, Francisco Caldeira Castelo Branco, propunha a Jerônimo de Albuquerque, Capitão-Mor do Maranhão, a escravização de todos os indígenas da região.
No mesmo dia da leitura da carta foi tomada a fortaleza de Cumã, onde foram mortos 30 soldados portugueses. Não demorou muito até que a rebelião chegasse até o Pará. As táticas de guerrilha indígenas se mostraram muito eficazes e difíceis de serem paradas, gerando um conflito de, aproximadamente, quatro anos. 

A rebelião somente teve seu fim quando o Capitão de guerra, Bento Maciel Parente foi incumbido de derrotar os indígenas revoltosos. E assim o fez, perseguindo e matando os líderes do movimento e escravizando os demais envolvidos.